# Tanimbarpurperspreeuw
De tanimbarpurperspreeuw (Aplonis crassa) is een purperspreeuwensoort.

## Verspreiding en leefgebied
De tanimbarpurperspreeuw is endemische vogelsoort op de Tanimbar-eilanden (Indonesië). Daar komt de vogel voor in verschillende typen bos waaronder ook mangrove. Binnen geschikt leefgebied is het een redelijk algemeen voorkomende vogel.

## Status
De grootte van de populatie is niet gekwantificeerd. Deze purperspreeuw staat als gevoelig op de Rode Lijst van de IUCN omdat het leefgebied door houtkapprojecten wordt bedreigd.